# Tosyl

Nhóm tosyl (màu xanh) với một nhóm "R"chung được đính kèm

Nhóm tosylate với một nhóm "R" chung

Tosyl (viết tắt là Ts hoặc Tos) là CH3C6H4SO2. Nhóm này thường bắt nguồn từ hợp chất tosyl chloride, CH3C6H4SO2Cl (viết tắt là TsCl), tạo thành este và amit của axit toluenesulfonic. Định hướng para được minh họa (p-toluenesulfonyl) là phổ biến nhất, và theo tosyl đề cập đến nhóm p-toluenesulfonyl.]]
Tosylat được dùng để miêu tả anion của axit p-toluenesulfonic (CH3C6H4SO3−) viết tắt là TsO−, hoặc este của axit p-toluenesulfonic.

## Ứng dụng
Đối với phản ứng SN2 reactions, rượu alkyl cũng có thể được chuyển thành các alkyl tosylat, thông thường là do việc bổ sung tosyl chloride. Trong phản ứng này, một cặp oxy đơn độc phản ứng với lưu huỳnh của tosyl chloride, bắt đầu nhóm chloride và tạo thành tosylat với sự lưu giữ cấu trúc phản ứng. Điều này rất hữu ích vì những rượu cồn rất ít cho electron trong phản ứng SN2, ngược lại với nhóm tosylate. Đó là sự chuyển đổi các rượu alkyl thành alkyl tosylat cho phép phản ứng SN2 xảy ra khi có một nucleophile mạnh.
Một nhóm tosyl có thể hoạt động như một nhóm bảo vệ trong tổng hợp hữu cơ. Rượu có thể được chuyển đổi thành các nhóm tosylate để chúng không phản ứng. Nhóm tosylate sau đó có thể được chuyển đổi trở lại thành rượu. Việc sử dụng các nhóm chức năng này được minh họa trong tổng hợp hữu cơ của tolterodine, trong đó một trong các bước một nhóm phenol được bảo vệ như là tosylate và rượu chính là nosylate của nó. Loại thứ hai là nhóm cho electron do sự di chuyển của diisopropylamine
Nhóm tosyl cũng có tác dụng như là một nhóm bảo vệ các amin. Kết cấu sulfonamide còn lại rất ổn định. Nó có thể được loại bỏ để tạo amin bằng cách sử dụng điều kiện axit yếu hoặc mạnh.

## Bảo quản amin – Tosyl (Ts)

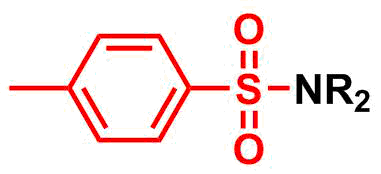
Một tosylamide (toluenesulfonamide)

Tosyl (Ts) thường được sử dụng như là một nhóm bảo vệ các amin trong tổng hợp hữu cơ.

### Phương pháp bảo vệ amin thông dụng
- Tosyl chloride và pyridine trong dichloromethane.

### Phương pháp phân hủy amin thông dụng
- Axit bromhydric và Axit axetic ở 70 °C[3]

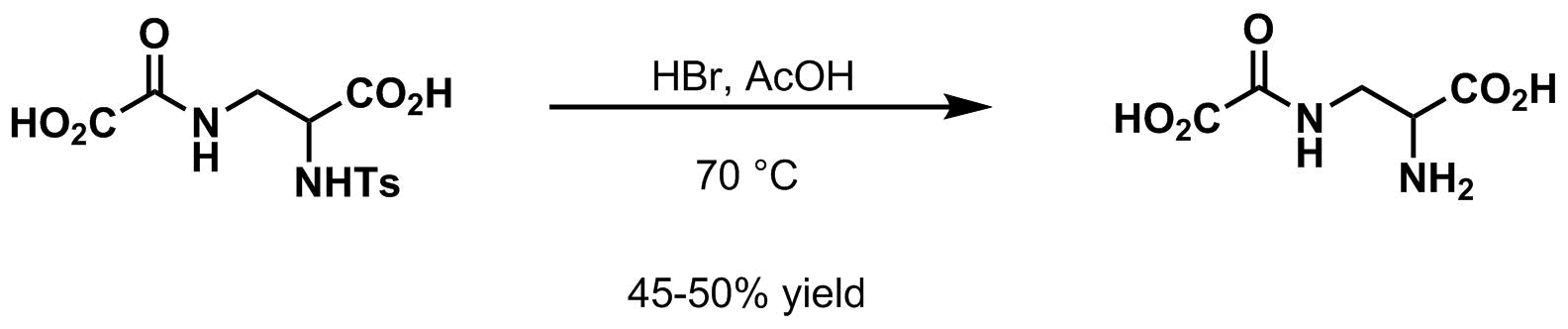

- Trào ngược với Trimethylsilyl chloride, natri iođua và acetonitrile[4].

## Các hợp chất liên quan
Liên quan chặt chẽ đến tosylat là nosylat và brosylat, tương ứng với p-nitrobenzenesulfonat và p-bromobenzenesulfonat.